# Chaufour-lès-Bonnières
Chaufour-lès-Bonnières est une commune française située dans le département des Yvelines, en région Île-de-France.
Ses habitants sont appelés les Chaufouriens.

Localisation de Chaufour-lès-Bonnières dans les Yvelines.

## Géographie

### Situation
La commune de Chaufour-lès-Bonnières se trouve dans le nord-ouest des Yvelines à la limite du département de l'Eure, à environ 20 kilomètres à l'ouest de Mantes-la-Jolie, sous-préfecture, et à 60 km environ au nord-ouest de Versailles, préfecture du département. Bonnières-sur-Seine, chef-lieu de canton, se trouve à environ sept kilomètres à l'est.

### Communes limitrophes
Les communes limitrophes sont La Villeneuve-en-Chevrie à l'est, Lommoye au sud-est, Cravent au sud, Villegats au sud-ouest, Chaignes à l'ouest (ces deux dernières communes se trouvant dans l'Eure) et Blaru au nord.

### Hydrographie
Il n'existe aucun cours d'eau permanent sur le territoire communal.

### Voies de communication et transports
Au plan des communications, la commune est traversée dans le sens est-ouest par la route nationale 13 (Paris - Cherbourg)  qui passe au nord du village.
L'autoroute A13 (autoroute de Normandie) traverse le territoire communal près de sa limite nord. L'échangeur autoroutier, dit de Chaufour-lès-Bonnières, se trouve en fait dans la commune voisine de La Villeneuve-en-Chevrie, à 1,5 km à l'est du village, à l'intersection avec la RN 13.
Les relations locales sont assurées par la route départementale 52 orientée nord-sud, qui relie la commune vers le nord à Blaru et Vernon et au sud à Cravent, et par la voirie communale qui rejoint Villegats et Lommoye.

### Occupation des solssimplifiée
Le territoire de la commune se compose en 2017 de 86,6 % d'espaces agricoles, forestiers et naturels, 3,02 % d'espaces ouverts artificialisés et 10,38 % d'espaces construits artificialisés.
Avec un peu plus de 300 hectares, environ un tiers de la moyenne départementale (872 hectares), Chaufour-lès-Bonnières est une des plus petites communes des Yvelines. Elle s'étend sur environ 1,5 km dans le sens est-ouest et 2,5 km dans le sens nord-sud.
Le territoire communal est très majoritairement rural, à près de 90 %, tandis que l'espace urbain construit représente moins de 10 % de la superficie totale.
L'espace rural, composé de champs ouverts (paysage d'« openfield »), est partiellement boisé dans le quart nord-ouest du territoire. Les bois couvrent environ 20 hectares.
L'espace urbain est composé exclusivement d'habitations individuelles. Cet habitat est groupé dans le bourg autour de l'église, ce noyau ancien s'étant étendu jusqu'à la route nationale 13 qui passe immédiatement au nord.

### Climat
Pour des articles plus généraux, voir Climat de l'Île-de-France et Climat des Yvelines.
En 2010, le climat de la commune est de type climat océanique dégradé des plaines du Centre et du Nord, selon une étude du CNRS s'appuyant sur une série de données couvrant la période 1971-2000. En 2020, Météo-France publie une typologie des climats de la France métropolitaine dans laquelle la commune est exposée à un climat océanique et est dans la région climatique Sud-ouest du bassin Parisien, caractérisée par une faible pluviométrie, notamment au printemps (120 à 150 mm) et un hiver froid (3,5 °C).
Pour la période 1971-2000, la température annuelle moyenne est de 10,3 °C, avec une amplitude thermique annuelle de 14,2 °C. Le cumul annuel moyen de précipitations est de 670 mm, avec 10,8 jours de précipitations en janvier et 8,1 jours en juillet. Pour la période 1991-2020, la température moyenne annuelle observée sur la station météorologique la plus proche, située sur la commune de Magnanville à 16 km à vol d'oiseau, est de 11,6 °C et le cumul annuel moyen de précipitations est de 641,5 mm,. Pour l'avenir, les paramètres climatiques de la commune estimés pour 2050 selon différents scénarios d'émission de gaz à effet de serre sont consultables sur un site dédié publié par Météo-France en novembre 2022.

## Urbanisme

### Typologie
Au 1er janvier 2024, Chaufour-lès-Bonnières est catégorisée commune rurale à habitat dispersé, selon la nouvelle grille communale de densité à sept niveaux définie par l'Insee en 2022.
Elle est située hors unité urbaine. Par ailleurs la commune fait partie de l'aire d'attraction de Paris, dont elle est une commune de la couronne,. Cette aire regroupe 1 929 communes,.

## Toponymie
Le nom de la localité est attesté sous les formes Chantfour en 1281, Calidus Furnus en 1290, Chaufourt en 1793, Chaufour en 1801, Chaufour-lès-Bonnières en 1886.
Le nom de Chaufour dérive de cauforium, four à chaux.
En français, la préposition « lès » signifie « près de ». D'usage vieilli, elle n'est guère plus rencontrée que dans les toponymes, plus particulièrement ceux de localités. lès-Bonnières signifie, ici, « près de Bonnières-sur-Seine ».

## Histoire
Au mois de juin 1940 eurent lieu à Chaufour des combats à la suite de l'importante avancée allemande de ce printemps. Le 4e régiment de tirailleurs tunisiens (4e RTT) venant de Bonnières entre à Chaufour sous les obus et les balles ennemies. Le capitaine Ablard commandant le 4e régiment de zouaves qui s'était replié dans le village reçoit donc le renfort du 4e RTT Chaufour se trouve pris dans la journée du 11 juin sous de violents bombardements ennemis[pas clair], de nombreux soldats français sont touchés. Le capitaine Ingrand est grièvement blessé au ventre par un obus près du cimetière. Venant de Pacy-sur-Eure, les premières troupes allemandes finissent le travail commencé par leur artillerie et leur aviation. Les régiments français sont contraints au repli vers la forêt de Bizy dans la direction de Blaru, tandis que les blessés sont dirigés vers Lommoye.

## Politique et administration

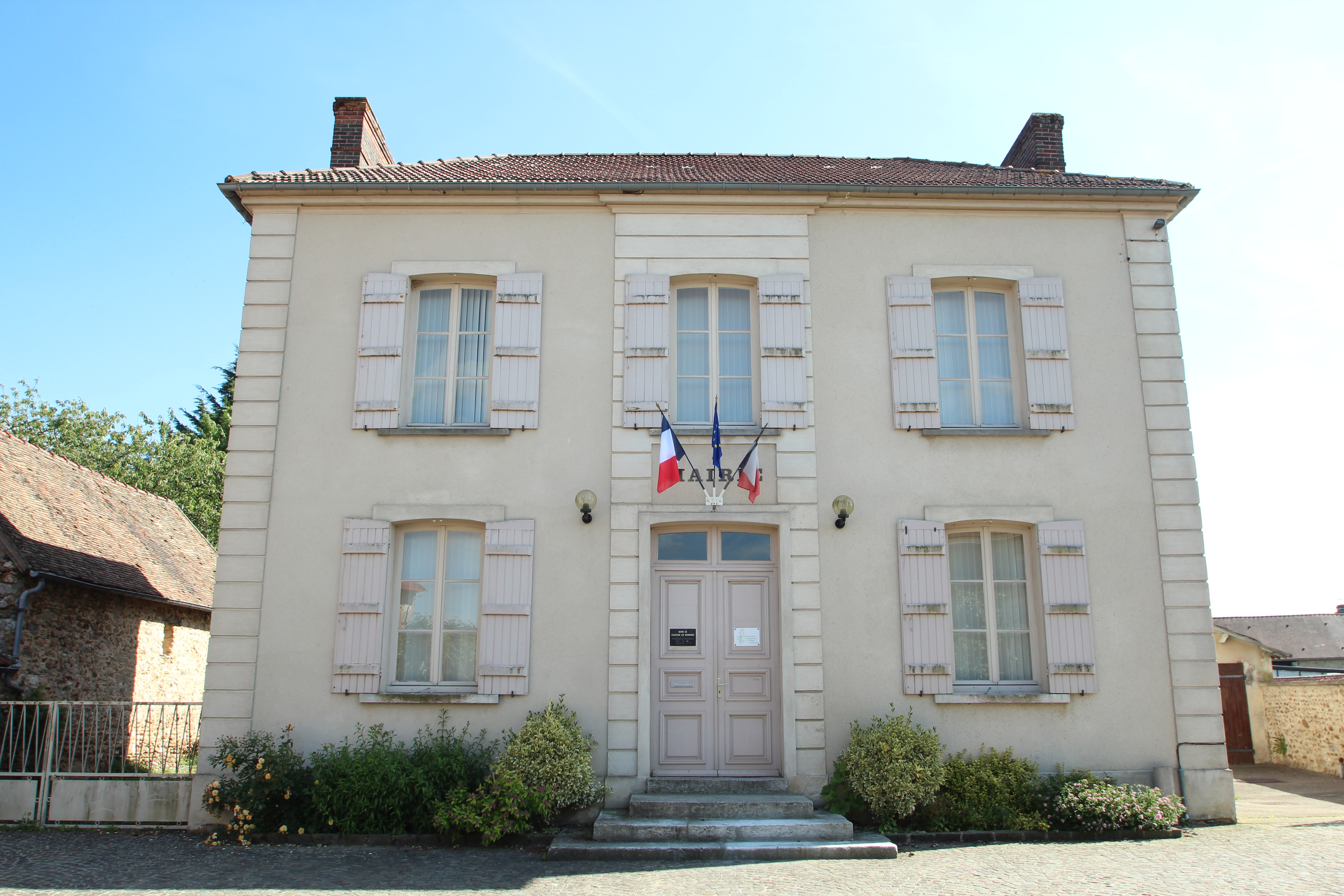
La mairie.

### Liste des maires
| Période                                  | Période   | Identité         | Étiquette | Qualité |
| ---------------------------------------- | --------- | ---------------- | --------- | ------- |
| Les données manquantes sont à compléter. |           |                  |           |         |
| mars 2008                                | 2014      | Jacques Guimbert |           |         |
| mars 2014                                | juin 2020 | Gérard Clément   |           |         |
| juin 2020                                | En cours  | Patrice Préaux   |           |         |

### Instances administratives et judiciaires
La commune de Chaufour-lès-Bonnières appartient au canton de Bonnières-sur-Seine ainsi qu'à la communauté de communes des Portes de l’Île-de-France.
Sur le plan électoral, la commune est rattachée à la neuvième circonscription des Yvelines, circonscription à dominante rurale du nord-ouest des Yvelines.
Sur le plan judiciaire, Chaufour-lès-Bonnières fait partie de la juridiction d’instance de Mantes-la-Jolie et, comme toutes les communes des Yvelines, dépend du tribunal de grande instance ainsi que de tribunal de commerce sis à Versailles,.

## Population et société

### Démographie

#### Évolution démographique
L'évolution du nombre d'habitants est connue à travers les recensements de la population effectués dans la commune depuis 1793. Pour les communes de moins de 10 000 habitants, une enquête de recensement portant sur toute la population est réalisée tous les cinq ans, les populations de référence des années intermédiaires étant quant à elles estimées par interpolation ou extrapolation. Pour la commune, le premier recensement exhaustif entrant dans le cadre du nouveau dispositif a été réalisé en 2007.

En 2022, la commune comptait 454 habitants, en évolution de −1,94 % par rapport à 2016 (Yvelines : +2,72 %, France hors Mayotte : +2,11 %).
| 1793 | 1800 | 1806 | 1821 | 1831 | 1836 | 1841 | 1846 | 1851 |
| ---- | ---- | ---- | ---- | ---- | ---- | ---- | ---- | ---- |
| 189  | 152  | 196  | 192  | 221  | 210  | 210  | 216  | 208  |

| 1856 | 1861 | 1866 | 1872 | 1876 | 1881 | 1886 | 1891 | 1896 |
| ---- | ---- | ---- | ---- | ---- | ---- | ---- | ---- | ---- |
| 212  | 215  | 208  | 214  | 196  | 170  | 173  | 190  | 182  |

| 1901 | 1906 | 1911 | 1921 | 1926 | 1931 | 1936 | 1946 | 1954 |
| ---- | ---- | ---- | ---- | ---- | ---- | ---- | ---- | ---- |
| 183  | 168  | 168  | 144  | 155  | 153  | 130  | 129  | 158  |

| 1962 | 1968 | 1975 | 1982 | 1990 | 1999 | 2006 | 2007 | 2012 |
| ---- | ---- | ---- | ---- | ---- | ---- | ---- | ---- | ---- |
| 140  | 150  | 185  | 300  | 376  | 413  | 406  | 405  | 444  |

| 2017 | 2022 | - | - | - | - | - | - | - |
| ---- | ---- | - | - | - | - | - | - | - |
| 471  | 454  | - | - | - | - | - | - | - |

#### Pyramide des âges
En 2018, le taux de personnes d'un âge inférieur à 30 ans s'élève à 35,4 %, soit en dessous de la moyenne départementale (38 %). À l'inverse, le taux de personnes d'âge supérieur à 60 ans est de 22,3 % la même année, alors qu'il est de 21,7 % au niveau départemental.
En 2018, la commune comptait 245 hommes pour 230 femmes, soit un taux de 51,58 % d'hommes, largement supérieur au taux départemental (48,68 %).
Les pyramides des âges de la commune et du département s'établissent comme suit.
| Hommes | Classe d’âge | Femmes |
| ------ | ------------ | ------ |
| 0,4    | 90 ou +      | 0,4    |
| 2,9    | 75-89 ans    | 4,0    |
| 18,2   | 60-74 ans    | 18,5   |
| 21,8   | 45-59 ans    | 18,9   |
| 22,2   | 30-44 ans    | 21,9   |
| 14,8   | 15-29 ans    | 12,7   |
| 19,7   | 0-14 ans     | 23,6   |

| Hommes | Classe d’âge | Femmes |
| ------ | ------------ | ------ |
| 0,6    | 90 ou +      | 1,4    |
| 6      | 75-89 ans    | 7,8    |
| 13,5   | 60-74 ans    | 14,8   |
| 20,7   | 45-59 ans    | 20,1   |
| 19,6   | 30-44 ans    | 19,9   |
| 18,5   | 15-29 ans    | 16,8   |
| 21,2   | 0-14 ans     | 19,2   |

## Économie
- Commune résidentielle,
- agriculture : la commune comptait, au recensement agricole de 2000, trois exploitations agricoles exploitant une surface de 296 hectares de SAU (surface agricole utile). Cette SAU était consacrée exclusivement à la grande culture céréalière (287 hectares de terres labourables dont les deux-tiers en céréales). Aucune activité d'élevage n'est recensée dans la commune[23].
- commerces (hôtels-restaurants, station-service) le long de la nationale 13.

### Population active et emploi en 2007
En 2007, la population active s'élevait à 290 personnes, dont 227 actifs (soit un taux d'activité de 78,3 %). Parmi les actifs, 214 avaient un emploi, soit un taux d'emploi de 73,8 %). Le taux de chômage s'élevait à 4,5 %, tandis que les inactifs (élèves, étudiants, retraités...) représentaient 21,7 % de la population active.
La même année, la commune comptait 89 emplois, soit un taux d'emploi (comparé aux actifs ayant un emploi) de seulement 40,6 %. On comptait parmi ces emplois 72 salariés (81 %) et 17 non-salariés (19 %). Compte tenu des faibles effectifs en cause, la répartition de ces emplois selon les catégories socio-professionnelles et les secteurs d'activité n'est pas publiée par l'Insee (secret statistique).

## Culture locale et patrimoine

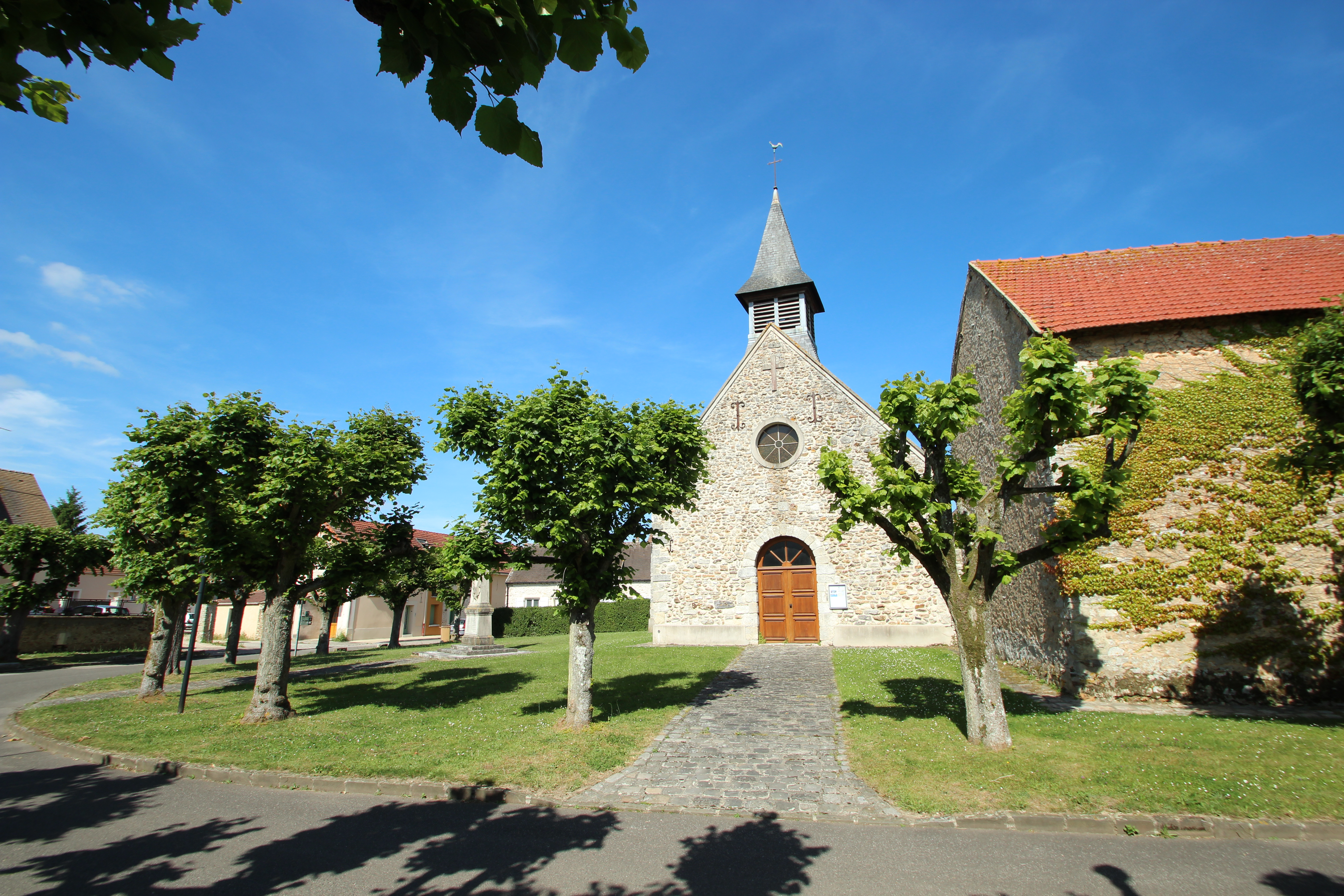
L'église Saint-Sauveur.

### Lieux et monuments
- Église Saint-Sauveur.

Petite église en pierre meulière du XIIe siècle.

### Personnalité liée à la commune
- Henri Decoin (1890-1969), écrivain, scénariste et réalisateur français, est enterré dans le cimetière communal[24].

### Héraldique
| Blason de Chaufour-lès-Bonnières | Blason  | D'azur au four à chaux d'argent maçonné de sable au foyer de gueules, accompagné de trois fleurs de lys d'or, deux en chef accostant la cheminée du four, une en pointe. |
| Blason de Chaufour-lès-Bonnières | Détails | Le statut officiel du blason reste à déterminer. |